# Jogos Olímpicos de Verão de 1968
Jogos Olímpicos de Verão de 1968 (em espanhol: Juegos Olímpicos de Verano de 1968), conhecidos oficialmente como os Jogos da XIX Olimpíada foram realizados na Cidade do México entre 12 e 27 de outubro de 1968. Pela primeira vez os Jogos foram sediados na América Latina e a altitude de 2 300m acima do nível do mar da capital federal mexicana gerou controvérsias sobre os danos que o ar mais rarefeito poderia causar no desempenho dos atletas. Realmente, a altitude prejudicou o desempenho dos atletas nas provas de resistência e de longa distância, como o ciclismo, a natação e a maratona, mas em compensação ajudou a provocar uma chuva de recordes mundiais e olímpicos nos eventos mais curtos e de esforço mais rápido como as corridas de menos de 800m, halterofilismo, lançamento de dardo e outros.
O ano de 1968 foi um ano bastante confuso e violento, com a guerra do Vietnã, a Revolução Cultural na China, a invasão soviética da Tchecoslováquia tendo como consequência a Primavera de Praga, revoltas estudantis, marchas pelos direitos civis e enfrentamentos raciais por todo o planeta. O México também deu sua contribuição ao clima que marcava esta época, quando tropas federais do governo reprimiram com violência centenas de estudantes durante manifestações na Praça das Três Culturas, dez dias antes da cerimônia de abertura dos Jogos, no que ficou conhecido como o Massacre de Tlatelolco, manchando irremediavelmente o espírito olímpico pregado pelo COI e por seu fundador, o Barão de Coubertin, quase provocando o cancelamento do evento.
Pela primeira vez o número de nações participantes passava da centena, numa demonstração de prestígio, interesse e popularidade inegáveis conquistados pelos Jogos Olímpicos, que atraíram o comparecimento de 112 países, num total de 5.516 atletas, sendo 781 do sexo feminino. 
Nesta edição o percurso da tocha olímpica seguiu a mesma rota feita pelo navegador Cristóvão Colombo quando descobriu a América, saindo da Espanha, passando pelas Bahamas até chegar a Vera Cruz na costa mexicana. A conclusão do revezamento trouxe pela primeira vez na história uma mulher – a atleta Enriqueta Basilio – que teve a honra de entrar no estádio lotado carregando a tocha para acender a pira olímpica.
Esta edição também ficou marcada como os Jogos dos atletas afro-americanos, tanto pela sua performance espetacular nos eventos que participaram, quanto pelos inéditos protestos políticos e raciais que trouxeram para dentro do apolítico movimento olímpico, como quando os atletas afro-americanos Tommie Smith e John Carlos, ambos dos Estados Unidos, fizeram o sinal dos panteras Negras no pódio, apoiados pelo atleta australiano Peter Norman.

## Processo de candidatura
A Cidade do México foi escolhida como sede dos XIX Jogos Olímpicos na 60ª sessão do Comitê Olímpico Internacional, realizada em 18 de outubro de 1963 na cidade de Baden-Baden, Alemanha Ocidental, batendo as candidaturas de Detroit, Buenos Aires e Lyon, obtendo a maioria dos votos já no primeiro turno da votação.
| Cidade           | CON            | Rodada única |
| Cidade do México | México         | 30           |
| Detroit          | Estados Unidos | 14           |
| Lyon             | França         | 12           |
| Buenos Aires     | Argentina      | 2            |

## Modalidades disputadas
| - Atletismo (detalhes) - Basquetebol (detalhes) - Boxe (detalhes) - Canoagem (detalhes) - Ciclismo (detalhes) - Esgrima (detalhes) - Futebol (detalhes) - Ginástica (detalhes) - Halterofilismo (detalhes) - Hipismo (detalhes) |  | - Hóquei sobre a grama (detalhes) - Lutas (detalhes) - Natação (detalhes) - Pentatlo moderno (detalhes) - Pólo aquático (detalhes) - Remo (detalhes) - Saltos ornamentais (detalhes) - Tiro (detalhes) - Vela (detalhes) - Voleibol (detalhes) |

## Países participantes

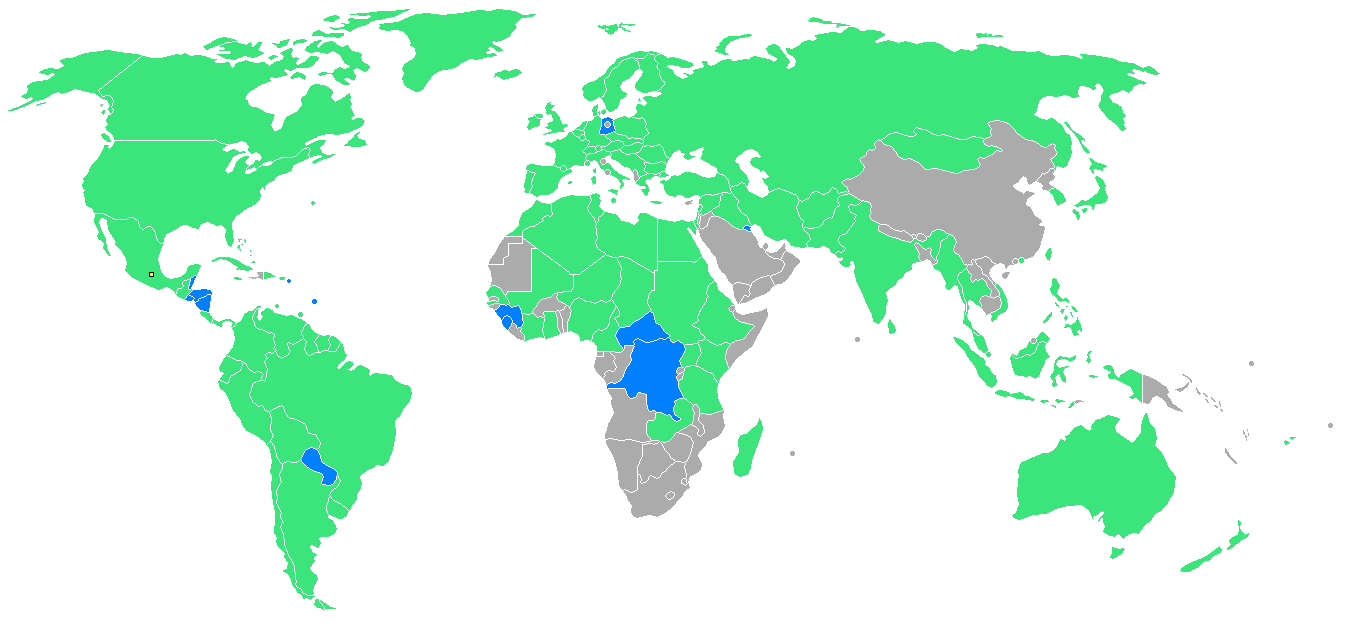
Participantes dos Jogos Olímpicos em 1968, com as nações estreantes em azul

Atletas de 112 Comitês Olímpicos Nacionais foram representadas nos Jogos de 1968. Onze delegações fizeram sua primeira aparição olímpica: El Salvador, Guiné, Honduras, Honduras Britânicas (atual Belize), Ilhas Virgens Americanas, Kuwait, Nicarágua, Paraguai, Serra Leoa, República Centro-Africana e República Democrática do Congo (como Congo-Kinshasa).
A Alemanha Oriental e a Alemanha Ocidental competiram separadamente pela primeira vez nos Jogos Olímpicos de Verão e assim permaneceriam até 1988. Barbados competiu pela primeira vez como um país independente. Também competindo pela primeira vez estava Singapura, que voltou aos Jogos como um país independente depois de competir como parte da equipe da Malásia em 1964. Suriname e Líbia competiram pela primeira vez: em 1960 e 1964, respectivamente, participaram da cerimônia de abertura, mas seus atletas se retiraram da competição.
Na lista abaixo, o número entre parênteses indica o número de atletas por cada nação nos Jogos:
- AFG Afeganistão (5)
- FRG Alemanha Ocidental (275)
- GDR Alemanha Oriental (226)
- AHO Antilhas Neerlandesas (5)
- ALG Argélia (3)
- ARG Argentina (89)
- AUS Austrália (128)
- AUT Áustria (43)
- BAH Bahamas (16)
- BAR Barbados (9)
- BEL Bélgica (82)
- BER Bermudas (6)
- BIR Birmânia (4)
- BOL Bolívia (4)
- BRA Brasil (76)
- BUL Bulgária (112)
- CMR Camarões (5)
- CAN Canadá (138)
- CEY Ceilão (3)
- CHA Chade (3)
- TCH Checoslováquia (121)
- CHI Chile (21)
- COL Colômbia (43)
- KOR Coreia do Sul (54)
- CIV Costa do Marfim (10)
- CRC Costa Rica (18)
- CUB Cuba (115)
- DEN Dinamarca (64)
- ESA El Salvador (60)
- ECU Equador (15)
- ESP Espanha (122)
- USA Estados Unidos (357)
- ETH Etiópia (18)
- FIJ Fiji (1)
- PHI Filipinas (49)
- FIN Finlândia (66)
- FRA França (200)
- GHA Gana (31)
- GBR Grã-Bretanha (225)
- GRE Grécia (44)
- GUA Guatemala (48)
- GUY Guiana (5)
- GUI Guiné (15)
- HON Honduras (6)
- HBR Honduras Britânicas (7)
- HKG Hong Kong (11)
- HUN Hungria (167)
- ISV Ilhas Virgens Americanas (6)
- IND Índia (25)
- INA Indonésia (6)
- IRI Irã (14)
- IRQ Iraque (3)
- IRL Irlanda (31)
- ISL Islândia (8)
- ISR Israel (29)
- ITA Itália (167)
- YUG Iugoslávia (69)
- JAM Jamaica (25)
- JPN Japão (171)
- KUW Kuwait (2)
- LIB Líbano (11)
- LBA Líbia (1)
- LIE Liechtenstein (2)
- LUX Luxemburgo (5)
- MAD Madagascar (4)
- MAS Malásia (31)
- MLI Mali (2)
- MLT Malta (1)
- MAR Marrocos (24)
- MEX México (275)
- MON Mônaco (2)
- MGL Mongólia (16)
- NCA Nicarágua (11)
- NIG Níger (2)
- NGR Nigéria (36)
- NOR Noruega (46)
- NZL Nova Zelândia (52)
- NED Países Baixos (107)
- PAN Panamá (16)
- PAK Paquistão (15)
- PAR Paraguai (1)
- PER Peru (28)
- POL Polônia (177)
- PUR Porto Rico (58)
- POR Portugal (20)
- KEN Quênia (39)
- UAR República Árabe Unida (30)
- CAF República Centro-Africana (1)
- COD Congo-Kinshasa (5)
- DOM República Dominicana (18)
- ROU Romênia (82)
- SMR San Marino (4)
- SEN Senegal (21)
- SLE Serra Leoa (3)
- SIN Singapura (4)
- SYR Síria (2)
- SUD Sudão (5)
- SWE Suécia (100)
- SUI Suíça (85)
- SUR Suriname (1)
- THA Tailândia (41)
- ROC Taiwan (43)
- TAN Tanzânia (4)
- TRI Trinidad e Tobago (19)
- TUN Tunísia (7)
- TUR Turquia (29)
- UGA Uganda (11)
- URS União Soviética (312)
- URU Uruguai (27)
- VEN Venezuela (23)
- VIE Vietnã (9)
- ZAM Zâmbia (7)

## Quadro de medalhas
| Ordem | País                   | Medalha de ouro | Medalha de prata | Medalha de bronze |     |  |
| ----- | ---------------------- | --------------- | ---------------- | ----------------- | --- |  |
| 1     | USA Estados Unidos     | 45              | 28               | 34                | 107 |  |
| 2     | URS União Soviética    | 29              | 32               | 30                | 91  |  |
| 3     | JPN Japão              | 11              | 7                | 7                 | 25  |  |
| 4     | HUN Hungria            | 10              | 10               | 12                | 32  |  |
| 5     | GDR Alemanha Oriental  | 9               | 9                | 7                 | 25  |  |
| 6     | FRA França             | 7               | 3                | 5                 | 15  |  |
| 7     | TCH Checoslováquia     | 7               | 2                | 4                 | 13  |  |
| 8     | FRG Alemanha Ocidental | 5               | 11               | 10                | 26  |  |
| 9     | AUS Austrália          | 5               | 7                | 5                 | 17  |  |
| 10    | GBR Grã-Bretanha       | 5               | 5                | 3                 | 13  |  |
|       |                        |                 |                  |                   |     |  |
| 15    | MEX México             | 3               | 3                | 3                 | 9   |  |
|       |                        |                 |                  |                   |     |  |
| 35    | BRA Brasil             |                 | 1                | 2                 | 3   |  |